# Aigars Fadejevs
Aigars Fadejevs (Valka, 27 de diciembre de 1975-17 de diciembre de 2024) fue un atleta letón especialista en marcha atlética que ganó la medalla de plata en los Juegos Olímpicos de Sídney 2000.

## Carrera deportiva
Participó en los Juegos Olímpicos de Atlanta 1996, en la carrera de 20 km marcha, en la que quedó sexto y obtuvo por ello un diploma olímpico.
En el año 2004 volvió a participar en unos juegos olímpicos. Esta vez en los Juegos Olímpicos de Atenas donde terminó noveno en la prueba de 20 kilómetros. También participó en la de 50 km, en la que quedó decimoprimero.